# Горельник (источник)
Горельник — термоминеральные источники на северном склоне хребта Заилийский Алатау, в 18 км к югу от Алма-Аты. Формируются в зоне глубинных тектонических разломов. Воды пресные гидрокарбонатно-сульфатно-натриевые. Минерализация 0,12—0,14 г/л, температура 20—22 °C. Содержат радон (25—27 эман), кремниевую кислоту (20—36 мг/л), сероводород (0,1 мг/л). Добываются скважиной с глубины 250 м. Самоизливающиеся воды с дебитом 800 м³/сут и температурой 27 °C.
В 2016 году источник был реконструирован. Ежедневно его посещают от 500 до 800 человек.